# Brunoniella acaulis
Brunoniella acaulis là một loài thực vật có hoa trong họ Ô rô. Loài này được (R.Br.) Bremek. mô tả khoa học đầu tiên năm 1964.